# Песляк, Павел Демьянович
Павел Демьянович Песляк (9 (21) января 1873 — после 1917) — член IV Государственной думы от Гродненской губернии, крестьянин.

## Биография
Православный, крестьянин деревни Браково Шиловичской волости Слонимского уезда.
Окончил Шиловичское народное училище. Занимался сельским хозяйством (5 десятин надельной земли). Три года был учителем школы грамоты, пять лет — учителем церковно-приходской школы. В 1897—1898 и 1907—1909 годах состоял на учительских курсах при Дятловском второклассном училище. По одному трехлетию занимал должности волостного судьи, председателя Шиловичского волостного суда и, наконец, волостного старшины (1910—1912). Будучи беспартийным, заявил газете «Северо-Западная жизнь», что по своим убеждениям является правым, националистом.
В 1912 году был избран в члены IV Государственной думы от Гродненской губернии съездом уполномоченных от волостей. Входил во фракцию русских националистов и умеренно-правых, после её раскола в августе 1915 года — в Прогрессивный блок и группу прогрессивных националистов, в которой с ноября 1915 года был членом бюро. Состоял членом комиссий: продовольственной, финансовой, по судебным реформам, а также по направлению законодательных предложений.
Судьба после 1917 года неизвестна. Был женат, имел троих детей.